# Playlist: The Very Best of Steve Perry
Playlist: The Very Best of Steve Perry è una raccolta del cantante statunitense Steve Perry pubblicata il 13 gennaio 2009 da SBME Special Markets.

## Il disco
L'album è stato pubblicato il 13 gennaio 2009 e contiene i migliori brani di Steve Perry. L'album è stato distribuito come compilation ecologica, infatti in accordo con Melody Rock verranno pubblicati altri album di diversi artisti tutti in contenitori di cartoncino. L'album può essere considerato come un'eccezione alla lista originale degli album di Steve Perry, in quanto appunto fa parte di una raccolta che comprende anche altri artisti e non è quindi una raccolta di dischi del singolo artista. Gli album che si possono quindi inserire nella discografia ufficiale sono Street Talk, For the Love of Strange Medicine e la raccolta Greatest Hits + Five Unreleased.

## Tracce
1. Oh Sherrie – 3:48
2. When You're In Love (For the First Time) – 4:09
3. Somewhere There's Hope – 6:05
4. You Better Wait – 4:03
5. What Was – 3:57
6. Go Away – 4:06
7. Against the Wall – 4:44
8. She's Mine – 4:26
9. Melody – 4:03
10. Foolish Heart – 3:38
11. For the Love of Strange Medicine – 5:51
12. Summer of Luv – 4:25
13. Strung Out – 3:46
14. Missing You – 4:12 – live